# Zgornji Brnik
Zgornji Brnik je naselje v Občini Cerklje na Gorenjskem. 
Cerkev v vasi je posvečena Janezu Krstniku. Odkriti so ostanki gotskega prezbiterija, vendar sedanja cerkev izvira iz leta 1742.
Osrednji del Letališča Jožeta Pučnika Ljubljana je zgrajen na ozemlju Zgornjega Brnika. Sedež letalske družbe Adria Airways je bil na letališkem območju v Zgornjem Brniku, vse do prenehanja delovanja letalske družbe leta 2019.